# St. Martin (Pfaffenhofen an der Roth)

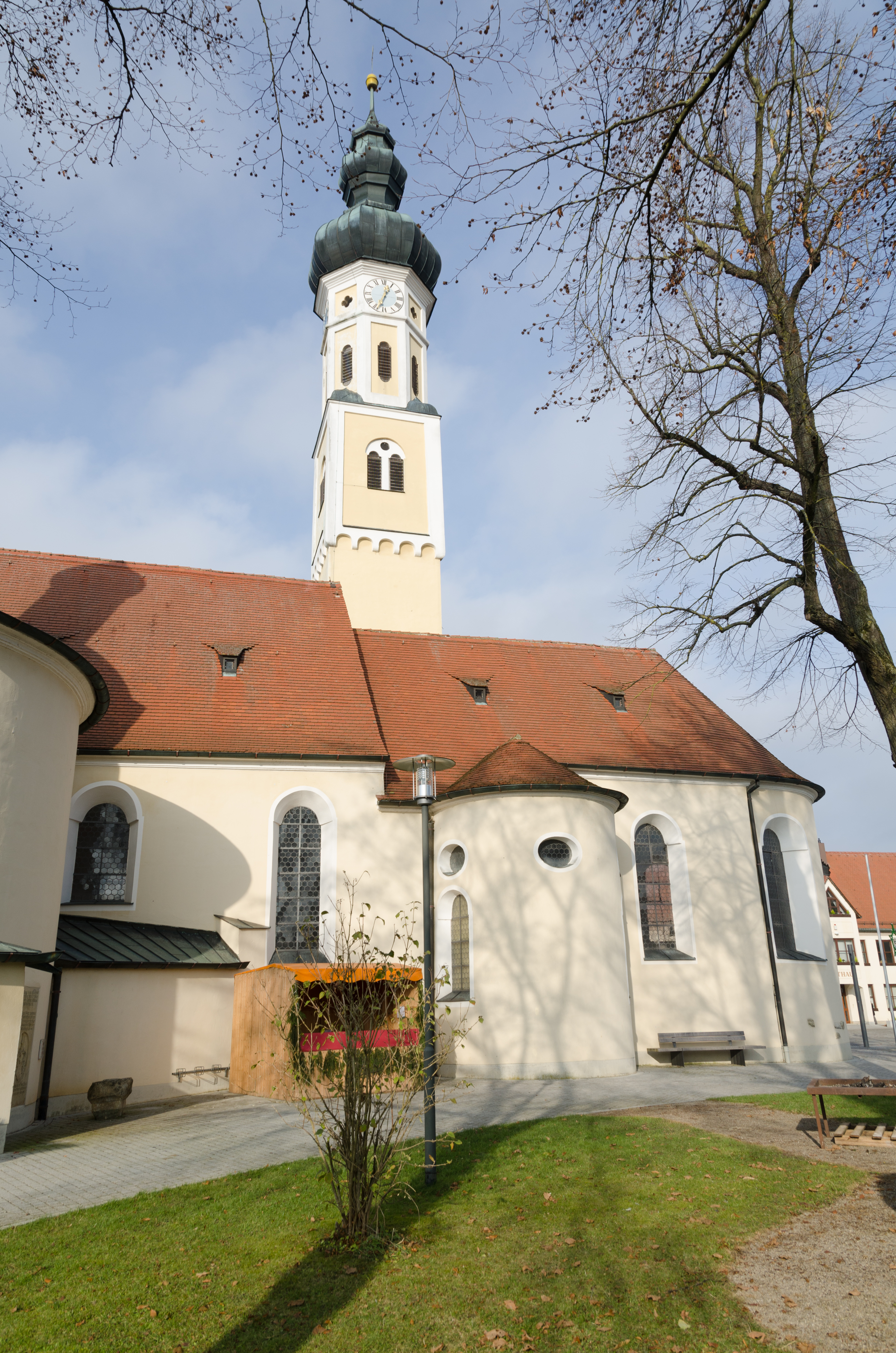
St. Martin in Pfaffenhofen an der Roth

St. Martin ist die römisch-katholische Pfarrkirche in Pfaffenhofen an der Roth, einem Markt im schwäbischen Landkreis Neu-Ulm von Bayern. Das denkmalgeschützte Bauwerk ist in der Liste der Baudenkmäler in Pfaffenhofen an der Roth als Baudenkmal unter der Nr. D-7-75-143-2 eingetragen. Die Pfarrei gehört zum Dekanat Neu-Ulm des Bistums Augsburg.

## Beschreibung
Die Saalkirche wurde im Kern im letzten Viertel des 14. Jahrhunderts erbaut. Sie besteht aus einem Langhaus, das in der zweiten Hälfte des 15. Jahrhunderts verbreitert wurde, einem eingezogenen, halbrund geschlossenen Chor im Osten, einem Chorflankenturm auf quadratischem Grundriss an dessen Nordwand. Dieser wurde 1675 mit einem quadratischen und einem achteckigen Geschoss, das die Turmuhr und den Glockenstuhl mit sechs Glocken beherbergt, aufgestockt und mit einer doppelten Zwiebelhaube bedeckt. An das Langhaus wurden 1958/59 im Norden und Süden kreisrunde Kapellen nach einem Entwurf von Thomas Wechs angebaut, die mit Kuppeln bedeckt sind, die von Laternen gekrönt werden. Der Innenraum des Langhauses ist mit einer Flachdecke überspannt, der des Chors mit einem Stichkappengewölbe. Über dem Chorbogen befindet sich eine Kartusche mit dem Wappen der Fugger von Kirchberg.